# Limnophyes curtistylus
Limnophyes curtistylus är en tvåvingeart som först beskrevs av Maurice Emile Marie Goetghebuer och Lenz 1944.  Limnophyes curtistylus ingår i släktet Limnophyes och familjen fjädermyggor. Inga underarter finns listade i Catalogue of Life.